# Smithite
La smithite est un minéral de la famille des sulfures. Il a été nommé en l'honneur de George Frederick Herbert Smith (Edgbaston, Angleterre, 26 mai 1872 - 20 avril 1953), cristallographe et conservateur du Musée d'histoire naturelle de Londres, à Londres. La herbertsmithite porte également son nom.

## Caractéristiques
La smithite est un sulfosel de formule chimique AgAsS2. Il s'agit d'une espèce approuvée par l'Association internationale de minéralogie et décrite pour la première fois en 1905. Elle cristallise dans le système monoclinique. Sa dureté sur l'échelle de Mohs est comprise entre 1,5 et 2.

## Classification
Selon la classification de Nickel-Strunz, la smithite appartient à "02.C - Sulfures métalliques, M:S = 1:1 (et similaires), avec Ni, Fe, Co, PGE, etc." avec les minéraux suivants : achavalite, breithauptite, fréboldite, kotulskite, langisite, nickéline, sobolevskite, stumpflite, sudburyite, jaipurite, zlatogorite, pyrrhotite, sederholmite, troïlite, chérépanovite, modderite, ruthénarsénite, westerveldite, millérite, mäkinenite, mackinawite, hexatestibiopanickélite, vavřínite, braggite, coopérite et vysotskite.

## Formation et gisements
Elle a été découverte dans la carrière de Lengenbach, située dans le village de Fäld, Binntal, dans le Valais (Suisse). Elle a également été décrite en France, en Allemagne, en Espagne, en Irlande, en Pologne, en Iran, au Japon, au Chili et au Pérou.